# Piotr Ivanovitch Bagration
Pour les articles homonymes, voir Bagration.
Le prince Piotr Ivanovitch Bagration (en russe : Пётр Иванович Багратион) ou Pétré Ivanis dzé Bagrationi (en géorgien : პეტრე ივანეს ძე ბაგრატიონი), plus communément appelé Pierre de Bagration, né en 1765 à Kizliar et mort le 24 septembre 1812 près de Mojaïsk, fut l'un des généraux les plus distingués de l'Empire russe.

## Famille
Le prince de Bagration est né en 1765 à Kizliar au sein de la branche géorgienne de la famille des Bagration, qui régna longtemps sur la Géorgie et l'Arménie. Il est le fils du prince Ivan Alexandrovitch Bagration.[réf. souhaitée]
Son frère cadet, le prince Roman Ivanovitch Bagration servit également dans l'armée russe au grade de lieutenant-général. Son neveu, le prince Piotr Romanovitch Bagration (en), fit également carrière dans l'armée impériale de Russie et devint célèbre pour ses travaux sur la galvanoplastie, qui lui permirent de découvrir en 1843 une méthode pour extraire l'or d'un minerai : la cyanuration.

## Mariage

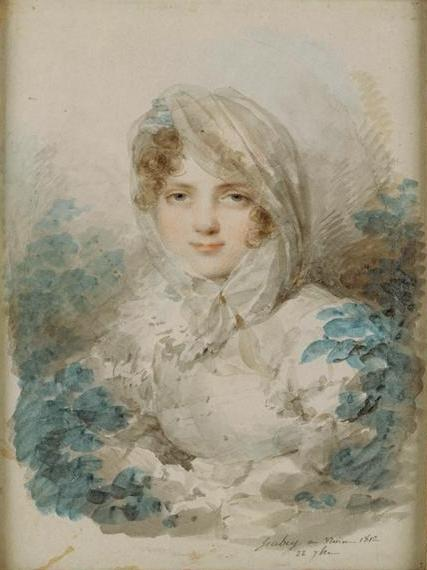
La comtesse Iekaterina Pavlovna Skavronskaïa, une œuvre de Jean-Baptiste Isabey, musée du Louvre

Le 2 septembre 1800, le prince Piotr Ivanovitch Bagration épousa la comtesse Ekaterina Pavlovna Skavronskaïa (1783-1857).
Catherine Bagration s'illustra au congrès de Vienne, elle était la rivale de Wilhelmine de Courlande dans le cœur de ces messieurs du Congrès, notamment de Metternich (dont elle aura une fille, nommée Clementine) et d'Alexandre. Elles habitaient toutes les deux au palais Palm et tenaient un salon très fréquenté.

## Carrière militaire
Entré au service de l'armée russe en 1782, il est affecté dans un premier temps dans le Caucase. Durant la septième guerre russo-turque (1787-1792), il est présent lors du siège d'Otchakov. En 1794, il contribue à réprimer l'insurrection polonaise qui fait suite au partage de la Pologne entre la Russie et la Prusse. Il sert alors sous les ordres du général Souvorov, avec le grade de colonel, de même que lors de sa campagne en Italie[réf. souhaitée]. Durant cette dernière, il s'illustre en s'emparant de Brescia le 10 avril[réf. nécessaire] 1799. À Trebbia, il commande l'avant-garde des forces combinées austro-russes. Il fut surnommé « le dieu de la bataille » par ses contemporains[réf. nécessaire]. À la suite de quelques revers, il fut disgracié avec Souvorov par Paul Ier. Rappelé en 1805 par Alexandre Ier, il commanda un corps de l'armée envoyée au secours de l'Autriche sous les ordres de Koutouzov. Avec ses 6 000 hommes, il fait face aux 30 000 hommes adverses lors du combat d'Hollabrunn, ce qui laisse le temps à l'armée russe de se retirer en Moravie. Il met le feu au village d'Hollabrunn et combat au corps à corps[réf. nécessaire]. Enfin, il fait marcher en colonne sur l'ennemi et s'écrie « Ne tirez pas, nous sommes Français »[réf. nécessaire]. Il passe, bien qu'il ait perdu près de la moitié de ses hommes.
Entre 1805 et 1807, il est engagé aux batailles d'Austerlitz, d'Eylau, d'Heilsberg et de Friedland, qui se soldent par des défaites. C'est lui qui, le 20 juin 1807, entama les pourparlers avec Murat qui débouchèrent sur le Traité de Tilsit entre la France et la Russie. En 1808, Bagration part alors pour le théâtre militaire suédois, où il s'empare de la zone-clef des îles Åland, puis il retourne l'année suivante dans le sud pour combattre les Turcs dans le cadre de la guerre russo-turque de 1806-1812. Mais, défait à Tartaritza contre les Turcs, il est remplacé[réf. souhaitée].
En 1812, il commande la 2e armée russe lors de l'invasion française. Le 23 juillet, il est battu à la bataille de Moguilev, mais parvient à rejoindre le gros de l'armée russe après en avoir été séparé. Il échappe ainsi aux tentatives françaises d'encerclement et rejoint, le 16 août, Barclay de Tolly et la 1re armée russe à Smolensk. Le lendemain a lieu la Bataille de Smolensk (1812). Le 7 septembre, Koutouzov lui confie le commandement de l’aile gauche à la bataille de la Moskova, au cours de laquelle il est mortellement blessé.

## Postérité
Dans ses Mémoires inédits le général Langeron écrit de lui : « La nature avait beaucoup fait pour le prince Bagration, mais l'art n'y avait rien ajouté ; né avec une grande bravoure, un bon coup d'œil militaire, une activité prodigieuse et avec l'instinct de son métier, il avait acquis l'habitude de la guerre. […] Bagration, qui ne savait aucune autre langue que le russe et qui, encore, ne pouvait écrire dans cette langue ni un mémoire ni une relation sans fautes, n'avait jamais lu un livre, mais il avait le talent de consulter les autres et son esprit, juste et droit, lui faisait adopter le bon parti parmi ceux qu'on lui conseillait de prendre. […] Il avait aussi un autre talent bien précieux, c'était celui de se faire adorer de tous ceux qui servaient sous ses ordres. […] C'était un homme précieux pour la Russie. »
- Napoléon lui rend hommage, après que Piotr Bagration eut succombé à sa blessure : « Il n'y a pas de bons généraux russes, à l'exception de Bagration ! ».
- Le tsar Nicolas Ier fit élever un monument en son honneur sur le champ de bataille de Borodino[1]. Les restes du général y furent transférés à l'endroit où il fut mortellement touché. La tombe, détruite pendant la Seconde Guerre mondiale, fut reconstruite.
- Staline nomma « opération Bagration », du nom du général, la grande offensive soviétique lancée le 22 juin 1944 et qui détruisit le groupe d'armée Centre allemand et repoussa les forces allemandes hors de Biélorussie. Comme Bagration, Staline était originaire de Géorgie.
- Après la guerre, les Soviétiques annexèrent le nord de la Prusse-Orientale (aujourd'hui l'Oblast de Kaliningrad) et la ville de Preußisch Eylau, lieu de la bataille de 1807, dont les habitants avaient fui ou furent expulsés pour les derniers restant, fût repeuplée de Russes et renommée Bagrationovsk.
- Un astéroïde découvert le 27 septembre 1973 par l'astronome russe Lioudmila Tchernykh reçut le nom de (3127) Bagration.
- Aux XXe et XXIe siècles, au moins 15 navires ont été nommés en l'honneur de Piotr Bagration[2].

## Distinctions
- 27 septembre 1809 : Ordre de Saint-André ;
- 28 janvier 1806 : Ordre de Saint-Georges (2e classe) ;
- 1er décembre 1807 : Épée d'or avec l'inscription « Pour bravoure » ;
- 20 mai 1808 : Ordre de Saint-Vladimir (1re classe) ;
- 6 juin 1799 : Ordre de Saint-Alexandre Nevski (avec diamants) ;
- 5 mai 1799 : Ordre de Sainte-Anne (1re classe) ;
- 1807 : Ordre de l'Aigle rouge (Prusse) ;
- 1807 : Ordre de l'Aigle noir (Prusse) ;
- 1799 : Ordre militaire de Marie-Thérèse (2e classe) (Autriche) ;
- 1799 : Ordre des Saints-Maurice-et-Lazare (Sardaigne - Italie).

## Source
Cet article comprend des extraits du Dictionnaire Bouillet. Il est possible de supprimer cette indication, si le texte reflète le savoir actuel sur ce thème, si les sources sont citées, s'il satisfait aux exigences linguistiques actuelles et s'il ne contient pas de propos qui vont à l'encontre des règles de neutralité de Wikipédia.